# 格蘭茨堡 (印地安納州)
格蘭茨堡（英語：Grantsburg）是位於美國印地安納州克勞福德縣的一個非建制地區。該地的面積和人口皆未知。

## 地理
格蘭茨堡的座標為38°17′17″N 86°28′10″W / 38.28806°N 86.46944°W，而該地的平均海拔高度為187米（即614英尺）。